# Даджен, Гас
Ангус Бойд «Гас» Даджен (30 сентября 1942 — 21 июля 2002) — британский музыкальный продюсер, наиболее известный благодаря производству многих записей Элтона Джона.

## Биография

### Ранняя карьера
Ангус Бойд Даджен родился 30 сентября 1942 года в Уокинге, графство Суррей, Англия. Он посещал знаменитую демократическую школу А. С. Нейла Summerhill School, регулярно посещал встречи и активно поддерживал школу. [1] Он начал работать в студии Decca в Уэст-Хэмпстеде, Лондон, в качестве чайного мальчика, и в конце концов получил звание звукорежиссёра. В этом качестве он работал с Артвудсом, Брюсом Каналом, Дэви Грэмом и Ширли Коллинз. Ранние поп-успехи включали сингл Zombies «She’s Not There» (1964) и альбом Джона Мэйолла «Blues Breakers» с Эриком Клэптоном (1966). Он помогал на прослушиваниях для Тома Джонса и The Rolling Stones. Наконец, он стал сопродюсером дебютного альбома «Ten Years After» в 1967 году. Примерно в это же время он продюсировал альбомы «The Bonzo Dog Band The Donut в «Granny’s Greenhouse and Tadpoles» и песню «Evil Woman» Black Sabbath.
Dudgeon продюсировал первые три альбома Майкла Чепмена: Rainmaker 1969, Fully Qualified Survivor 1970 и Wrecked Again 1971. Каждый из этих альбомов содержит струнные аранжировки Пола Бакмастера. Даджен выпустил два очень успешных альбома для Elkie Brooks: Pearls и Pearls II. Жемчуг достиг пика № 2 в Великобритании и оставался в чартах в течение 79 недель. Он также продюсировал песни Дэвида Боуи в конце 1960-х годов «Space Oddity» [2], так как ему очень понравилось демо песни и «Смеющийся гном»

### Годы с Элтоном Джоном
Даджен покинул Декку и основал собственную компанию. В 1970 году Даджен начал работать с Элтоном Джоном. Первой песней, над которой они работали вместе, была «Твоя песня», над которой Даджон разработал простую мелодию для фортепиано и добавил оркестровую аранжировку Пола Бакмастера. Песня попала в топ-10 США, став первым значительным хитом Джона. Даджен продолжал работать с Джоном над его следующими несколькими альбомами. Даджен иногда критиковал работу Джона; например, в книге Элизабет Розенталь «Его песня: музыкальное путешествие Элтона Джона» Даджен назвал альбом Caribou 1974 года «кусочком дерьма … звук наихудший, песни никуда не годятся, рукав вышел из строя, текст песни» было не так хорошо, пение было не всем, игра не была отличной, а постановка просто паршивой ". [3]
Даджион и Джон вместе с Берни Таупином и Стивом Брауном основали The Rocket Record Company в 1973 году. В 1995 году Даджон ремастировал большую часть каталога Элтона. Гас также отвечал за микширование 80-летнего члена Мельбурнского симфонического оркестра, который гастролировал по Австралии с Элтоном Джоном в конце 1986 года. Запись финального шоу тура была выпущена в виде альбома Live in Australia с Мельбурнским симфоническим оркестром.
В 1972 году он выпустил дебютный альбом Джоан Арматрейдинг «Все, что для нас», написанный Armatrading и её тогдашним соратником Пэм Нестор. Он также выпустил два сингла для дуэта, «Lonely Lady» и «Вместе в словах и музыке» (Cube Records, 7 «сингл, BUG-31), и оба трека были позже добавлены к переизданному выпуску компакт-диска» Что бы ни было для " Американский альбом 2001 года. [4]
В 1975 году он выпустил Kiki Dee и версию группы Kiki Dee «(Ты не знаешь), как я рад», песню, популяризированную Нэнси Уилсон в 1964 году.
Даджион и Джон расстались в 1979 году, хотя в 1985 году объединились, чтобы выпустить ещё три альбома. Даджен работал со многими другими актами, включая «Падающую звезду», «Аудиторию», Криса Ри, Ральфа МакТелла, Гилберта О’Салливана, Линдисфарна, Джоан Арматрейдинг, Элки Брукс, «Конвенцию Фэрпорта», «Сэм Гопал Дрим», «Сингрос», «Пляжные парни», Мэри Уилсон , Solution, Voyager, Стили Спан и Энджи Голд. [5] В 1980-х годах он построил Sol Studios.
После своего временного воссоединения с Элтоном Джоном Даджен начал работать с альтернативными группами, такими как XTC, Menswear, а также The Frank and Walters. Он управлял группой под названием Slinki Malinki. В 1989 году Dudgeon выпустил дебютный сольный альбом Томаса Андерса (экс-Modern Talking). Книга рекордов Гиннеса признала его первым человеком, использовавшим выборку. В его постановке хита Джона Конгоса «Он снова наступит на тебя» (1971) использовалась ленточная петля африканских племенных барабанов. Даджен был также основателем Гильдии музыкальных продюсеров.
Джоан Арматрейдинг посвятила свой альбом 2003 года Lovers Speak Гасу Даджиону и его жене Шейле.
21 июля 2002 года Даджен и его жена Шейла скончались, когда машина, на которой он ехал, свернула с шоссе М4 между Редингом и Мейденхедом. [6] Следствие зафиксировало вердикт о смерти в результате несчастного случая, отметив, что он был в состоянии алкогольного опьянения и, возможно, уснул за рулем, когда ехал значительно превышая ограничение скорости. Он и его жена получили серьёзные травмы головы и оказались в ловушке в машине, которая приземлилась в ливневую канализацию и, возможно, утонула. [7] Альбом Джона 2004 года «Peachtree Road» был посвящен памяти Гаса и Шейлы Даджен.